# Lynne Thigpen
Lynne Thigpen (Joliet, Illinois, 22 december 1948 - Marina del Rey, Californië, 12 maart 2003) was een Amerikaans actrice.
Thigpen had een veelzijdige carrière. Ze trad op in het theater en speelde in films en televisieseries en werkte als stemacteur mee aan videospellen, televisieseries voor kinderen en animatiefilms. Op televisie was ze onder meer te zien in Roseanne, Law & Order, L.A. Law, All My Children en The District, als Ella Mae Farmer. Ze was te zien in de films The Warriors, Tootsie, The Paper, The Insider, Bicentennial Man en Anger Management.
Op 12 maart 2003 overleed ze onverwacht op 54-jarige leeftijd aan de gevolgen van een intracerebraal hematoom. De laatste film waarin ze meespeelde, Anger Management met Jack Nicholson ging een maand na haar dood in première en de film werd aan haar opgedragen als eerbetoon. Ze had ook een hoofdrol tot aan haar overlijden in de politieserie The District, die aan het derde seizoen bezig was. Op het einde van het seizoen was er een begrafenis te zien voor haar personage in deze serie.
- Bibliothèque nationale de France: cb14232741p (data)
- International Standard Name Identifier: 0000 0001 1769 3008
- Library of Congress Control Number: no95057787
- MusicBrainz: aa3993b2-f84f-4bd6-8444-00ef1cf26b08
- SNAC: w6nm6c2n
- Virtual International Authority File: 70978585
- WorldCat: E39PBJrKW3DmRKW7dHXrMmmGHC